# 韋里本-維登國家公園

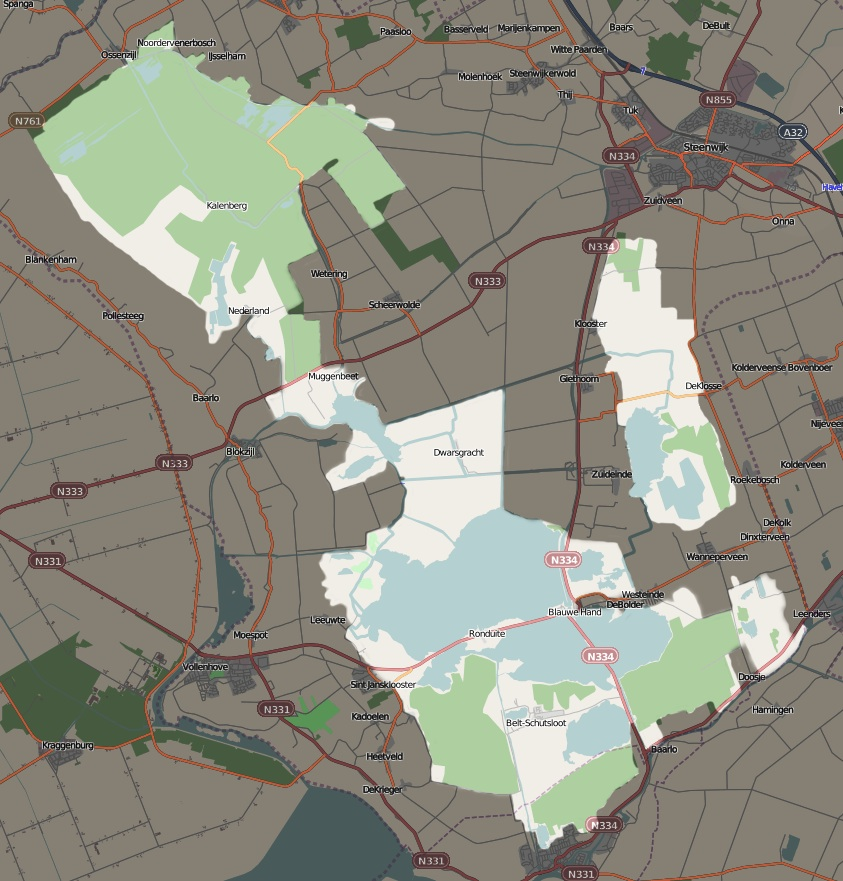

52°44′N 6°02′E / 52.73°N 6.03°E
韋里本-維登國家公園（荷蘭語：Nationaal Park Weerribben-Wieden）是荷蘭的國家公園，位於該國東部上艾瑟爾省，成立於1992年，面積100平方公里，有黑浮燕鷗、白斑狗魚、水獺、橙灰蝶等動物棲息。